# Îlets-Jérémie
 (mai 2025).
La mise en forme du texte ne suit pas les recommandations de Wikipédia : il faut le « wikifier ».
Les points d'amélioration suivants sont les cas les plus fréquents :
- Les titres sont pré-formatés par le logiciel. Ils ne sont ni en capitales, ni en gras.
- Le texte ne doit pas être écrit en capitales (les noms de famille non plus), ni en gras, ni en italique, ni en « petit »…
- Le gras n'est utilisé que pour surligner le titre de l'article dans l'introduction, une seule fois.
- L'italique est rarement utilisé : mots en langue étrangère, titres d'œuvres, noms de bateaux, etc.
- Les citations ne sont pas en italique mais en corps de texte normal. Elles sont entourées par des guillemets français : « et ».
- Les listes à puces sont à éviter, des paragraphes rédigés étant largement préférés. Les tableaux sont à réserver à la présentation de données structurées (résultats, etc.).
- Les appels de note de bas de page (petits chiffres en exposant, introduits par l'outil «  Source ») sont à placer entre la fin de phrase et le point final[comme ça].
- Les liens internes (vers d'autres articles de Wikipédia) sont à choisir avec parcimonie. Créez des liens vers des articles approfondissant le sujet. Les termes génériques sans rapport avec le sujet sont à éviter, ainsi que les répétitions de liens vers un même terme.
- Les liens externes sont à placer uniquement dans une section « Liens externes », à la fin de l'article. Ces liens sont à choisir avec parcimonie suivant les règles définies. Si un lien sert de source à l'article, son insertion dans le texte est à faire par les notes de bas de page.
- La présentation des références doit suivre les conventions bibliographiques. Il est recommandé d'utiliser les modèles {{Ouvrage}}, {{Chapitre}}, {{Article}}, {{Lien web}} et/ou {{Bibliographie}}. Le mode d'édition visuel peut mettre en forme automatiquement les références.
- Insérer une infobox (cadre d'informations à droite) n'est pas obligatoire pour parachever la mise en page.

Pour une aide détaillée, merci de consulter Aide:Wikification.
Si vous pensez que ces points ont été résolus, vous pouvez retirer ce bandeau et améliorer la mise en forme d'un autre article.

Les Îlets-Jérémie est un secteur de la Municipalité de Colombier dans la région de la Côte-Nord de la province canadienne du Québec. Située sur la rive nord du fleuve Saint-Laurent, la petite communauté est nommée d'après un archipel tout près de ses rives qui marque la partie la plus à l'ouest du territoire du hameau. Les Innus, communauté autochtone de la région, nomme l'endroit Ishkuamishkut, signifiant « là où l'on attend l'ours polaire ».
Les îlets ont été nommés d'après un certain Noël Jérémie dit Lamontagne, qui est né entre 1629 et 1638, et est mort entre 1694 et 1697. Vers 1660, il a créé un établissement de traite et de pêche sur le territoire. On trouve la première mention du poste des Îlets-Jérémie (plus tard écrit aussi Îlets-à-Jérémie ou Îlets-de-Jérémie) en 1673 par le père-missionnaire Jésuite François de Crespieul. La même année, Noël Jérémie fut commis au poste de traite de Tadoussac, mais il allait souvent dans les îles avec son fils, Nicolas, pour faire du commerce de la fourrure avec les Innus de Betsiamites et des environs. Nicolas Jérémie Lamontagne devint un interprète et commis pour la Compagnie de la Baie d'Hudson à la suite de la conquête anglaise. Il est l'auteur de la célèbre « Relation du Détroit et de la Baie d'Hudson », publié en 1720. Il décède à Québec le 19 octobre 1732.
Après des fermetures intermittentes, le poste des Îlets-Jérémie devint la propriété de la Compagnie de la Baie d'Hudson en 1831. Il est alors considéré comme le meilleur poste de traite sur la Côte-Nord. Il ferme définitivement en 1859 et les opérations sont transférées à Betsiamites.
Une communauté s'établit aux Îlets-Jérémie aux environs de 1735 lorsque la chapelle Sainte-Anne fut construite par le père-missionnaire jésuite Jean-Baptiste de la Brosse (1724-1782). Il a enseigné aux Innus la lecture et l'écriture de leur propre langue. Par conséquent, les Innus adoptèrent l'alphabet latin et présentait un degré inattendu d'alphabétisation au XVIIIe siècle.

## Notables du lieu
- Napoléon-Alexandre Comeau, naturaliste, y nait en 1846.
- Père Arthur Gallant, Eudiste. En 1939, il fait reconstruire la chapelle historique du Père de la Brosse sur ses fondations d'origine.